# عمان في القلب (فيروز)
«عمّان في القلب» هي أغنية عربية غنتها المغنية اللبنانية فيروز في نهاية السبعينات، الأغنية في الأصل قصيدة كتبها الشاعر سعيد عقل، وهي من تلحين الأخوين رحباني.

## خلفية

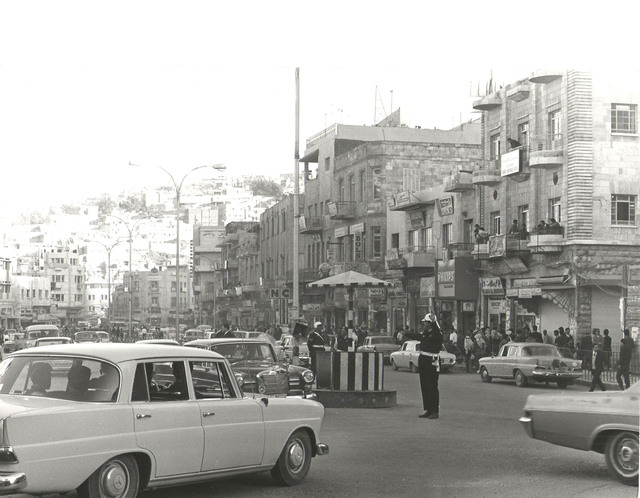
عمان في السبعينات.

مضت فيروز لزمن طويل وهي تحب الأردن وتغني لها، مع غيرها من الأغاني في الحفلات الشعبية وغيرها التي تم تصويرها في استوديوهات التلفزيون الأردني في الستينيات، مثل: أوبريت حصاد ورماح، وأوبريت القصة الكبيرة، وأغنية يا جسرا خشبيا، وغيرها. عدا أنها أدت عروض لها في مهرجان جرش فقد غنت أيضًا في المسارح الثقافية والجامعية والأثرية الشهيرة في الأردن ومثّلت بعض مسرحياتها. تُعتبر أغنية «عمّان في القلب» من بين الأغاني الوطنية التي يعشقها الأردنيون.

## الكلمات
كلمات القصيدة من كتابة سعيد عقل، وهي: